# Ivan Kočárník
Ivan Kočárník (* 29. November 1944 in Třebonín, Protektorat Böhmen und Mähren) ist ein tschechischer Wirtschaftsmanager und Politiker der Demokratischen Bürgerpartei ODS (Občanská demokratická strana), der unter anderem Mitglied des Abgeordnetenhauses, Finanzminister sowie bis 1997 stellvertretender Ministerpräsident war.

## Leben
Kočárník absolvierte nach dem Schulbesuch ein Studium der Wirtschaftswissenschaften an der Wirtschaftsuniversität Prag und war danach als Ökonom tätig. Er gehörte zwischen 1988 und 1989 der damaligen Kommunistischen Partei KSČ (Komunistická strana Československa) an. Er war zwischen dem 6. Juni und dem 31. Dezember 1992 als Vertreter der Demokratischen Bürgerpartei ODS (Občanská demokratická strana) Mitglied des Tschechischen Nationalrates. Er war in der ersten und zweiten Regierung von Ministerpräsident Václav Klaus vom 2. Juli 1992 bis zum 2. Juni 1997 stellvertretender Ministerpräsident. Zugleich bekleidete er in dieser Zeit auch den Posten des Finanzministers. Des Weiteren vertrat er vom 1. Juni 1996 bis zum 19. Juni 1998 die ODS als Mitglied des Abgeordnetenhauses der Tschechischen Republik. Am 24. Mai 1997 erklärte er seinen Rücktritt als Minister. Nach seinem Ausscheiden aus Parlament und Regierung engagierte er sich in der von Petr Kellner gegründeten Investmentgesellschaft PPF Group.